# Time Will Reveal
Time Will Reveal è il quarto album in studio del gruppo musicale hip hop statunitense Above the Law, pubblicato nel 1996.

## Tracce
1. Intro – 1:44
2. Encore – 5:01
3. Evil That Men Do – 5:06
4. Table Dance (Skit) – 1:37
5. Gorillapimpin' (featuring Enuff & Kokane) – 5:31
6. 1996 – 4:37
7. Killaz in the Park (featuring MC Ren) – 5:44
8. 100 Spokes – 3:59
9. Clinic 2000 (featuring Daddy Cool & Enuff) – 4:52
10. My World – 4:54
11. Endonesia – 5:08
12. Shout 2 the True – 4:30
13. Playaz & Gangstas – 4:37
14. City of Angels [Remix] (featuring Frost) – 4:59
15. Apocalypse Now – 4:09